# Claudisabel
Cláudia Isabel Leiria Madeira (Faro, 4 de outubro de 1976 — Alcácer do Sal, 19 de dezembro de 2022), mais conhecida pelo seu nome artístico Claudisabel, foi uma cantora portuguesa.

## Carreira
A sua carreira discográfica começou em 1995, com o seu primeiro álbum, "Dizias Tu, Pensava Eu". Em 1998 foi lançado o disco "Pensei Com o Coração", e no mesmo ano a artista participou na coletânea "De mãos dadas". No ano seguinte, em 1999, obteve o seu maior sucesso com o tema "Preciso de um Herói". Em 2001 foi com o seu 4.º disco, de nome  "Meu Sonho Azul", que voltou a ter mais um grande sucesso na sua carreira, através do tema "Não vou voltar a chorar". Em 2002, Claudisabel participou na segunda edição do Big Brother Famosos. Em 2005 surgiu mais um CD, de nome "Preto no Branco", e em 2009 a cantora voltou a surgir no mercado com o álbum "Quem és tu". Em 2010 e pelas mãos de produção do compositor Jordi Cubino, foi convidada a participar no Festival RTP da Canção 2010 com o tema "Contra Tudo e Todos".
Em 2019, Claudisabel sofreu um acidente de viação pois uma viatura não respeitou um sinal vermelho, no qual ficou com lesão em duas hérnias na coluna e uma compressão cervical que impossibilitava alguns movimentos no braço. Ficou ainda com uma lesão na vista, uma perda de visão significativa e uma pressão ocular muito elevada.
Em 2020, com uma abordagem diferente, um estilo musical totalmente renovado e uma imagem marcante, surge um single de nome "Condenada".

## Festival RTP da Canção
Em 2010 concorreu ao Festival RTP da Canção 2010, integrada na lista para a votação on-line, de onde passou aos 24 às semifinais com o tema Contra Tudo e Todos.

## Morte
Claudisabel morreu na madrugada do dia 19 de dezembro de 2022, aos 46 anos, numa colisão entre dois veículos no quilómetro 85 da A2, junto a Alcácer do Sal, distrito de Setúbal. A cantora regressava de uma presença no camião-palco do Domingão, que tinha estado em Castanheira de Pera. A cantora ter-se-á sentido mal na viagem, tendo encostado o carro, um Smart, na berma da autoestrada. Depois de ter colocado o triângulo de pré-sinalização, o seu carro terá sido abalroado por outra viatura que o fez capotar até parar já na vegetação ao lado da via, a 40 metros do local da colisão. O óbito da artista foi declarado no local.

## Discografia
- Dizias tu, pensava eu (CD,1995)
- Pensei com o coração (CD,1998)
- Preciso de um herói (CD,1999)
- Meu Sonho Azul (CD, 2002)
- Preto no branco (CD, 2006)
- Quem és tu (2009)
- Contra tudo e todos (2010)
- Condenada (2020)